# Kyrburg
De Kyrburg is een oude burchtruïne in de stad Kirn in Rijnland-Palts.

## Geschiedenis
De burcht werd in 1128 voor het eerst vermeld als Kirberc. Zij was een van de burchten van de wildgraven, later van de rijngraven.
Bij een van de delingen van de adellijke tak van Salm werd het de kern van de linie Salm-Kyrburg.
Bij een Franse bezetting in 1734 werd de vesting vernield; de inwoners van Kirn gebruikten de stenen als bouwmateriaal.